# Sensetalbahn
La Sensetalbahn (letteralmente: "ferrovia della valle della Sense") è una linea ferroviaria a scartamento normale della Svizzera.

## Storia
La prima idea di una ferrovia nella valle della Sense risale al 1896, nell'ambito della costruzione della ferrovia Berna-Neuchâtel; quando il Gran Consiglio del Canton Berna optò per far transitare la costruenda ferrovia per Gümmenen e Rosshäusern, venne richiesta alle autorità federali la concessione per una linea tra Gümmenen e la Ferrovia Losanna-Berna. Ottenuta la concessione nel 1898, il 5 ottobre 1901 si costituì a Laupen la società Sensetalbahn AG (STB). I lavori iniziarono l'anno successivo e la linea aprì il 20 gennaio 1904. Per i primi sei anni l'esercizio fu svolto dalla Bern-Neuenburg-Bahn; a partire dal 1º gennaio 1910 la direzione della linea passò alla Bern-Worb-Bahn.
Negli Anni Venti diminuirono il traffico passeggeri e quello merci (anche a causa della chiusura di uno stabilimento Nestlé a Neuenegg), cui si rispose con l'introduzione di automotrici a vapore e, nel 1922, riprendendo la gestione diretta della linea. La Crisi del 1929 vide la STB nuovamente in difficoltà finanziarie: per uscire dallo stato di crisi si pensò all'elettrificazione della linea, con l'aiuto finanziario delle comunità interessate. I lavori iniziarono nel luglio 1937, e l'elettrificazione della Sensetalbahn fu inaugurata il 30 gennaio 1938.
Tra il 1963 e il 1974 furono rinnovate la tratta Flamatt-Laupen, le stazioni di Laupen, Neuenegg e Flamatt e il deposito di Laupen; nel 1965 fu modificato l'orario incrementando la frequenza delle corse. Nel 1968 la STB stipulò un accordo di collaborazione con la BLS nei settori della manutenzione di rotabili e linea e del segnalamento.
Dal 30 maggio 1987 fu introdotto un nuovo orario, con corse dirette Laupen-Berna ogni ora e un convoglio Flamatt-Laupen ogni mezz'ora. Negli Anni Novanta si pensò di sopprimere la tratta Laupen-Gümmenen, i cui livelli di traffico erano stagnanti e per la quale il rapporto costi/ricavi era pari al 34,8%: il 23 maggio 1993 la Laupen-Gümmenen fu sostituita da autobus, e la concessione per la tratta fu cancellata nel 2003.
Dal 1999 la STB, fino ad allora con azionista di maggioranza (58%) il canton Berna, passò nelle mani delle FFS e della Posta Svizzera, rispettivamente con il 66% e il 34% delle quote sociali. La tratta rimasta in servizio è parte della Rete celere di Berna.

## Caratteristiche
La linea, a scartamento normale, fino al 1993 era lunga 11 km, ridotta a 7,1 dopo la soppressione del tratto Laupen-Gümmenen. La linea è elettrificata a corrente alternata con la tensione di 15.000 V alla frequenza di 16,7 Hz; il raggio minimo di curva è di 180 metri, la pendenza massima del 36 per mille.

### Percorso
|  | Continuation backward |

|  | Station on track |

|  |  | Unknown route-map component "ABZgl" | Unknown route-map component "CONTfq" |

|  | Stop on track |

|  | Unknown route-map component "hKRZWae" |

|  | Station on track |

|  | Unknown route-map component "eHST" |

|  | Unknown route-map component "KBHFxe" |

|  | Unknown route-map component "exhKRZWae" |

|  | Unknown route-map component "exHST" |

|  | Unknown route-map component "exHST" |

| Unknown route-map component "CONTgq" | Unknown route-map component "xABZgxr+r" |

|  | Station on track |

|  | Continuation forward |

La linea parte dalla Stazione di Flamatt, comune alla Linea Berna-Friburgo-Losanna. Attraversato il fiume Sense si lascia il Canton Friburgo per entrare nel Canton Berna; si toccano quindi Neuenegg e Laupen. Attraversata la Sarina i convogli effettuavano le fermate di Saanebrücke-Kriechenwil e di Gammen-Schönenbühl, terminando la corsa alla stazione di Gümmenen, sulla Ferrovia Berna-Neuchâtel, nella quale aveva un binario dedicato sul retro del fabbricato viaggiatori.

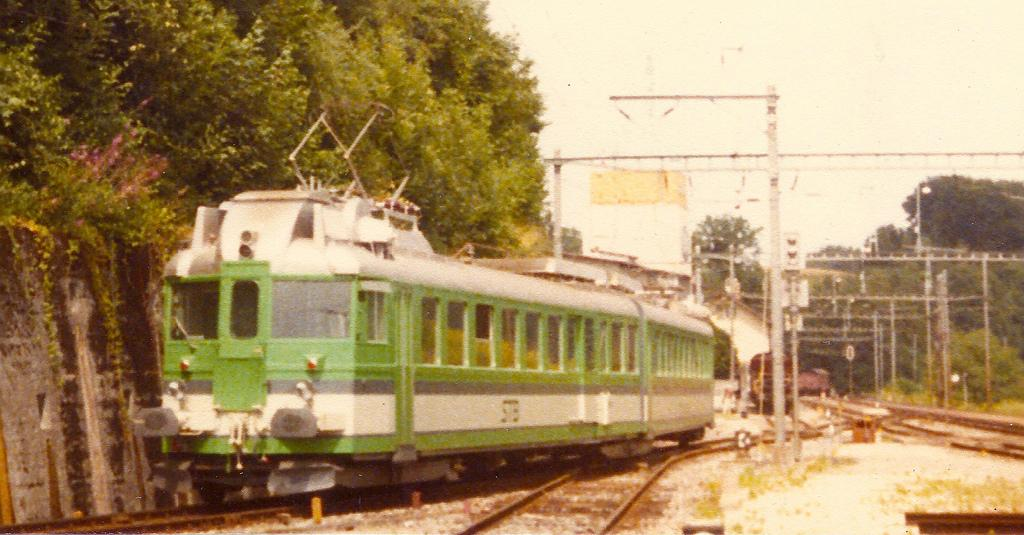
L'automotrice BDe 4/6 102 ex BLS a Gümmenen

Tra Laupen e Gümmenen la linea aerea fu smantellata nel 1995; i binari sono rimasti in posa, percorsi da draisine a pedali a fini turistici. Nei pressi di Laupen e di Gümmenen sono stati smontati alcuni tratti di binario, per evitare che le draisine invadano i binari in esercizio.

## Materiale rotabile
Il parco rotabili all'apertura consisteva in due locotender (Ed 3/4 31÷32) costruite dalla SLM di Winterthur nel 1903, quattro carrozze a due assi, un bagagliaio e diciannove carri merce. Le locomotive si dimostrarono presto poco adatte alla linea, perché troppo pesanti: a partire dal 1910 furono rimpiazzate da locotender cabinate a due assi costruite dalla Krauss, simili ad unità in servizio presso la Königliche Bayerische Staats-Eisenbahnen note come "Glaskasten".
Nei primi Anni Venti fu acquistata dalla Königlich Preußische Militär-Eisenbahn un'automotrice a vapore di costruzione Maschinenfabrik Esslingen, noleggiata nel 1938 alla Ferrovia Travers-Fleurier-Buttes, cui fu definitivamente ceduta l'anno successivo.
A seguito dell'elettrificazione della linea, il 6 dicembre 1938 entrò in servizio l'elettromotrice CFe 2/4 101 costruita da Schlieren e Sécheron. Ad essa si affiancò un locomotore: il Ce 4/4 1 "Marianne", prototipo costruito nel 1905 per le FFS, noleggiato dalla STB a partire dal 1938, acquistato nel 1940 e venduto nel 1964 al Museo svizzero dei trasporti. Nel 1958 e nel 1964 furono acquistate dalla Südostbahn due elettromotrici (Be 4/4 106÷107).
Negli Anni Ottanta le automotrici ex Südostbahn si dimostrarono sempre meno affidabili; inoltre si rendeva necessario acquistare nuovi rotabili per i collegamenti diretti verso Berna. Il gruppo BLS cedette quindi le tre automotrici articolate ABDZe 4/6 731, 736 e 737 (costruite da SIG e Sécheron nel 1938): due di esse, ricostruite nelle officine BLS di Spiez e Bönigen come BDe 4/6 102 e 103, entrarono in servizio nel 1985-1986. Le BDe 4/6 permisero di accantonare l'automotrice 101, ceduta nel 1987 alla Ferrovia Wohlen-Meisterschwanden (venduta nel 1997 alla Zürcher Museumsbahn, dal 2012 passò nelle mani della Compagnie Ferroviaire du Léman, che la utilizzò per viaggi nella zona del lago Lemano; nel 2020 è stata rilevata da un gruppo di appassionati, restaurata nelle condizioni originali del 1938 ed è conservata presso la stazione di Bauma, sulla linea turistica Hinwil-Bauma). Per i collegamenti verso Berna le FFS cedettero quattro carrozze del tipo CU I ricostruite.
Nel 1994-95 vennero accantonate le elettromotrici 106 e 107; i complessi ex BLS furono accantonati tra il 1997 e il 1999. Nel 1997 la STB noleggiò dalla SZU un complesso automotrice-rimorchiata pilota (Be 4/4 595 e Bt 998).

### Materiale motore - prospetto di sintesi
| Tipo                   | Unità           | Anno di costruzione | Costruttore | Note |
| ---------------------- | --------------- | ------------------- | ----------- | --- |
| Locomotive a vapore    | Ed 3/4 31÷32    | 1903                | SLM         | 31 ceduta nel 1911 alla Porrentruy-Bonfol; 32 ceduta nel 1916 in Francia                                                |
| Locomotive a vapore    | Ed 2/2 21÷22    | 1910-11             | Krauss      | 21 radiata nel 1949; 22 radiata nel 1959                                                                                |
| Locomotiva a vapore    | Ed 2/2 23       | 1917                | Krauss      | ceduta nel 1939 alla Ferrovia Uerikon-Bauma                                                                             |
| Automotrice a vapore   | CFm 1/2 1       | 1907                | Esslingen   | acquistata nel 1922 dalla Königlich Preußische Militär-Eisenbahn, ceduta nel 1938 alla Ferrovia Travers-Fleurier-Buttes |
| Locomotiva elettrica   | Ce 4/4 1        | 1905                | SLM-MFO     | acquistata nel 1938 dalle FFS; ceduta nel 1964 al Museo svizzero dei trasporti                                          |
| Automotrice elettrica  | BDe 2/4 101     | 1938                | SWS-SAAS    | ceduta nel 1987 alla Ferrovia Wohlen-Meisterschwanden                                                                   |
| Automotrici elettriche | BDe 4/6 102÷103 | 1938                | SIG-SAAS    | acquistate nel 1985-86 dalla BLS; 102 demolita nel 1997, 103 ceduta nel 1999                                            |
| Automotrici elettriche | Be 4/4 106÷107  | 1939                | SLM-SIG     | acquistate nel 1957-64 dalla Südostbahn; demolite nel 1994-95                                                           |
| Locomotiva elettrica   | Te III 11       | 1965                | SLM-MFO     | da manovra, ceduta nel 1968 alle FFS                                                                                    |
| Locomotiva Diesel      | Tm 2/2 11       | 1969                | Stadler     | da manovra, ceduta nel 2002 alle FFS                                                                                    |
| Locomotiva Diesel      | Em 3/3 12       | 1956                | MaK         | acquistata nel 1989 dalla DB, ceduta nel 1997                                                                           |
| Locomotiva Diesel      | Tm 14           | 1994                | Stadler     | da manovra, ceduta nel 2002 alle FFS                                                                                    |